# Glam (gruppo musicale)
Le Glam (글램?) sono state un gruppo musicale sudcoreano formatosi a Seul nel 2012 e scioltosi nel 2015, sotto contratto con la Big Hit Music e la Source Music. Il gruppo era composto da cinque membri: Zinni, Trinity, Jiyeon, Dahee, e Miso.

## Formazione
- Park Ji-yeon – leader, voce, rapper (2012-2015)
- Zinni – rapper (2012-2015)
- Kim Da-hee – voce (2012-2015)
- Kim Mi-so – voce (2012-2015)
- Trinity – voce (2012)

## Discografia

### Singoli
- 2012 – Party (XXO)
- 2013 – I Like That
- 2013 – In Front of the Mirror
- 2014 – Give It 2 U

### Singoli brani di colonne sonore
- 2012 – The Person I Miss (Daseotsongarak OST)

### Collaborazioni
- 2010 – Just Me (2AM feat. Glam)
- 2011 – Bad Girl (Lee Hyun feat. BTS e Glam)

## Filmografia

### Televisione
- Real Music Drama: GLAM (2012)